# 伍斯特大學
伍斯特大學（University of Worcester）是一座位於英國伍斯特郡伍斯特的公立大學，歷史可追溯至1946年，2005年獲大學資格。伍斯特大學是伍斯特郡以及禧福郡區域唯一一間大學。該大學以教育學位著名，在2014年2014年英國高等教育研究卓越架構評鑑中上升了32個名次，是名次進步最多的學校。根據優秀大學指南，該大學排在英國114所大學中的第81位。

## 外部連結
- University of Worcester （页面存档备份，存于） (official website)
- Worcester Students' Union （页面存档备份，存于） (official website)
- Worcester Wolves （页面存档备份，存于） (official website)
- Guardian Newspaper Official University Guide （页面存档备份，存于）
- British Council website （页面存档备份，存于）
- What Uni review site （页面存档备份，存于）